# Paramaechidius popei
Paramaechidius popei är en skalbaggsart som beskrevs av Frey 1969. Paramaechidius popei ingår i släktet Paramaechidius och familjen Melolonthidae. Inga underarter finns listade i Catalogue of Life.